# Seznam ministrů průmyslu Československa
Toto je seznam ministrů průmyslu Československa, který obsahuje chronologický přehled všech členů vlád Československa působících v tomto úřadu (včetně ministrů zasedajících v těchto vládách pod odvozenými oficiálními názvy rezortu, jako ministr obchodu či ministr průmyslu, obchodu a živností apod.)

## Ministři průmyslu první československé republiky 1918–1938
| #  |  | Jméno               | Fotografie | Strana      | Vláda                                                                       | Funkční období                        | Poznámky                             |
| -- |  | ------------------- | ---------- | ----------- | --------------------------------------------------------------------------- | ------------------------------------- | ------------------------------------ |
| 1  |  | Adolf Stránský      |            | nár. dem.   | vláda K. Kramáře                                                            | 14. listopadu 1918 – 8. července 1919 | Ministr obchodu                      |
| 2  |  | Ferdinand Heidler   |            | ČSS         | 1. vláda V. Tusara                                                          | 8. července 1919 – 25. května 1920    | Ministr obchodu                      |
| 3  |  | Kuneš Sonntag       |            | agrár. str. | 2. vláda V. Tusara                                                          | 25. května 1920 – 15. září 1920       | Ministr průmyslu, obchodu a živností |
| 4  |  | Rudolf Hotowetz     |            | nestraník   | 1. vláda J. Černého                                                         | 15. září 1920 – 26. září 1921         | Ministr průmyslu, obchodu a živností |
| 5  |  | Ladislav Novák      |            | nár. dem.   | vláda E. Beneše 1. vláda A. Švehly                                          | 26. září 1921 – 9. prosince 1925      | Ministr průmyslu, obchodu a živností |
| 6  |  | Jan Dvořáček        |            | nár. dem.   | 2. vláda A. Švehly                                                          | 9. prosince 1925 – 18. března 1926    | Ministr průmyslu, obchodu a živností |
| 7  |  | František Peroutka  |            | nestraník   | 2. vláda J. Černého 3. vláda A. Švehly                                      | 18. března 1926 – 28. dubna 1928      | Ministr průmyslu, obchodu a živností |
| 8  |  | Ladislav Novák      |            | nár. dem.   | 3. vláda A. Švehly 1. vláda F. Udržala                                      | 28. dubna 1928 – 7. prosince 1929     | Ministr průmyslu, obchodu a živností |
| 9  |  | Josef Matoušek      |            | nár. dem.   | 2. vláda F. Udržala 1. vláda J. Malypetra                                   | 7. prosince 1929 – 14. února 1934     | Ministr průmyslu, obchodu a živností |
| 10 |  | Jan Dostálek        |            | ČSL         | 2. vláda J. Malypetra                                                       | 14. února 1934 – 4. června 1935       | Ministr průmyslu, obchodu a živností |
| 11 |  | Josef Václav Najman |            | živn. str.  | 3. vláda J. Malypetra 1. vláda M. Hodži 2. vláda M. Hodži 3. vláda M. Hodži | 4. června 1935 – 4. prosince 1937     | Ministr průmyslu, obchodu a živností |
| 12 |  | Rudolf Mlčoch       |            | živn. str.  | 3. vláda M. Hodži                                                           | 4. prosince 1937 – 22. září 1938      | Ministr průmyslu, obchodu a živností |
| 13 |  | Jan Janáček         |            | nestraník   | 1. vláda J. Syrového                                                        | 22. září 1938 – 4. října 1938         | Ministr průmyslu, obchodu a živností |

## Ministři průmyslu druhé československé republiky 1938–1939
| # | Jméno           | Fotografie | Strana    | Vláda                | Funkční období                     | Poznámky                              |
| - | --------------- | ---------- | --------- | -------------------- | ---------------------------------- | ------------------------------------- |
| 1 | Imrich Karvaš   |            | nestraník | 2. vláda J. Syrového | 4. října 1938 – 1. prosince 1938   | Ministr průmyslu, obchodu a živností. |
| 2 | Vlastimil Šádek |            | SNJ       | 1. vláda R. Berana   | 1. prosince 1938 – 15. března 1939 | Ministr průmyslu, obchodu a živností. |

## Ministři průmyslu exilových vlád Československa
| # |  | Jméno           | Fotografie | Strana    | Vláda              | Funkční období                      | Poznámky                                                                                            |
| - |  | --------------- | ---------- | --------- | ------------------ | ----------------------------------- | --------------------------------------------------------------------------------------------------- |
| 1 |  | Eduard Outrata  |            | nestraník | 1. vláda J. Šrámka | 27. října 1941 – 12. listopadu 1942 | Státní ministr pověřený agendou ministerstva obchodu, průmyslu a živností. Londýnská exilová vláda. |
| 2 |  | František Němec |            | ČSSD      | 2. vláda J. Šrámka | 12. listopadu 1942 – 3. srpna 1944  | Ministr obchodu, průmyslu a živností (pověřen řízením). Londýnská exilová vláda.                    |
| 3 |  | Václav Majer    |            | ČSSD      | 2. vláda J. Šrámka | 3. srpna 1944 – 5. dubna 1945       | Ministr obchodu, průmyslu a živností. Londýnská exilová vláda.                                      |

## Ministři průmyslu poválečného Československa
| # |  | Jméno              | Fotografie | Strana | Vláda                                                                 | Funkční období                      | Poznámky |
| - |  | ------------------ | ---------- | ------ | --------------------------------------------------------------------- | ----------------------------------- | --- |
| 1 |  | Bohumil Laušman    |            | ČSSD   | 1. vláda Z. Fierlingera 2. vláda Z. Fierlingera 1. vláda K. Gottwalda | 4. dubna 1945 – 25. listopadu 1947  | Ministr průmyslu (ve vládě zároveň utvořen samostatný rezort vnitřního obchodu) |
| 2 |  | Ludmila Jankovcová |            | ČSSD   | 1. vláda K. Gottwalda                                                 | 25. listopadu 1947 – 25. února 1948 | Ministryně průmyslu |
| 3 |  | Zdeněk Fierlinger  |            | ČSSD   | 2. vláda K. Gottwalda                                                 | 25. února 1948 – 15. června 1948    | Ministr průmyslu |
| 4 |  | Augustin Kliment   |            | KSČ    | vláda A. Zápotockého a V. Širokého                                    | 15. června 1948 – 1. srpna 1952     | Ministr průmyslu, od 20. prosince 1950 ministr těžkého průmyslu, od 8. září 1951 ministr těžkého strojírenství (samostatné portfolio průmyslu postupně v 50. a 60. letech rozděleno na několik dílčích rezortů) |

## Federální ministři průmyslu Československa
| # |  | Jméno              | Fotografie | Strana | Vláda                                   | Funkční období                 | Poznámky |
| - |  | ------------------ | ---------- | ------ | --------------------------------------- | ------------------------------ | --- |
| 1 |  | Josef Krejčí       |            | KSČ    | 2. vláda O. Černíka 3. vláda O. Černíka | 1. ledna 1969 – 28. ledna 1970 | Ministr – předseda Výboru pro průmysl |
| 2 |  | Jindřich Zahradník |            | KSČ    | 1. vláda L. Štrougala                   | 28. ledna 1970 – 1. ledna 1971 | Ministr – předseda Výboru pro průmysl. Od 1. ledna 1971 zrušeny vládní výbory a ustavena federální ministerstva. Samostatné portfolio průmyslu rozděleno na několik dílčích rezortů. |